# Корисия (озеро)
Корисия (греч. Λιμνοθάλασσα Κορισσίων) — озеро в Греции, на юго-западном побережье острова Керкира. Представляет собой лагуну, отделённую от моря узкой полоской суши. Это бухта, которая в итоге приобрела форму озера. Площадь около 4 км². Длина около 3 морских миль (6 км). Глубина небольшая.
Крупнейшее озеро и водно-болотное угодье острова. Имеет также большое значение из-за биологической и эстетической ценности песчаных пляжей вблизи лагуны. На южном песчаном пляже присутствие на острове уникальных красноплодных можжевельников и окаменевших песчаных дюн создаёт район с большой эстетической ценностью. Единственное место в Греции, где растёт крестовница морская. Экосистема хорошо сохранилась. Имеет важное значение для миграции и размножения птиц, выживания выдр и обыкновенного шакала. Скопления красноплодных можжевельников считаются остатками древних, более обширных лесов. Керкира и Самос — единственные острова в Греции, на которых до сих пор живут небольшие группы обыкновенных шакалов. 2316,88 гектаров площади острова, включающие озеро Корисия и прилегающие территории, являются защищённой территорией сети «Натура 2000».